# Bertold von Bückelsburg
Bertold von Bückelsburg († 12. September 1427 in Brixen) war Bischof von Brixen.
Bertold von Bückelsburg stammte aus Leidringen in Württemberg, damals der Pfarrei Bickelsberg zugehörig. Er war Hofkaplan und Küchenmeister von Herzog Friedrich IV., der ihm ein Kanonikat in Trient verschaffte. 1412 wurde er Chorherr in Neustift in Brixen und wurde noch im selben Jahr auf Betreiben Friedrichs zum Propst gewählt und durch den Brixner Bischof Ulrich Prustl bestätigt. 
Nach dem Tod von Sebastian Stempfl wählte das Domkapitel unter dem Einfluss Friedrichs Bertold von Rückenberg zu dessen Nachfolger. Am 11. Juli 1418 erfolgte die Bestätigung durch Papst Martin V., die Bischofsweihe erhielt Bertold erst im Folgejahr. 1419 hielt er eine Diözesansynode ab, die die Missstände im Bistum dokumentieren. 
Bischof Bertold starb auf der Rückreise von der Taufe Herzog Sigismunds von Innsbruck nach Brixen. Sein Grabstein befindet sich an der Brixener Domfassade.